# Collegium Vocale Gent
El Collegium Vocale Gent es una agrupación coral con sede en Gante, Bélgica, que fue fundado en 1970 por Philippe Herreweghe. Es conocido por sus interpretaciones de música vocal de Johann Sebastian Bach. Su director actual sigue siendo Herreweghe.

## Historia
La agrupación es la primera en aplicar en la década de 1970, una nueva forma de interpretar la música barroca, centrándose en los textos y la retórica. Muy pronto la transparencia de este nuevo lenguaje musical llama la atención de grandes directores como Gustav Leonhardt, Nikolaus Harnoncourt o Ton Koopman.
Aunque Collegium Vocale es más conocido por su interpretación de obras de compositores barrocos del norte de Alemania, como Bach, el repertorio de este conjunto no se limita a la música barroca. Philippe Herreweghe y Collegium Vocale también permitió el redescubrimiento de la música antigua y del Renacimiento y en la actualidad interpreta mucha música romántica, moderna y contemporánea.
En 1989 al coro se unió la orquesta Collegium Vocale Gent.
El Collegium Vocale ha actuado en los principales escenarios internacionales en Europa, Japón, Estados Unidos o Australia. El conjunto ha llevado a cabo más de sesenta grabaciones, solo y con otros conjuntos como la Orquesta del Collegium Vocale Gent, la Orchestre des Champs Elysées (Orquesta fundada en 1991 por iniciativa de Herreweghe y del director del Teatro de los Campos Elíseos: Alain Durel) y el coro de la Chapelle Royale, entre otros.

## Discografía selecta
La agrupación ha realizado, entre otras, las siguientes grabaciones:
- 1985 – J.S. Bach: Matthäus Passion, BWV 244. Chapelle Royale.
- 1987 – Monteverdi: Vespro della Beata Vergine. Chapelle Royale, Saqueboutiers de Toulouse.
- 1988 – J.S. Bach: Johannes Passion, BWV 245. Orquesta de la Chapelle Royale.
- 1990 – J.S. Bach: Cantate Am Abend aber desselbigen Sabbats, BWV 42. Chapelle Royale.
- 1990 – J.S. Bach: Magnificat, BWV 243. Chapelle Royale.
- 1998 – Dusapin: Medeamaterial.